# سون ولوار (إقليم فرنسي)

موقع اقليم سون العليا

سون ولوار (بالفرنسية:) هو إقليم فرنسي تابع لمنطقة برغونية فرانش كونتيه، يقع شرقي وسط فرنسا، سمي بهذا الاسم نسبة لنهر سون ونهر لوار الذي يمرا بالإقليم. عدد سكانه 549,288 نسمة وفق تعداد عام 2021.

## تاريخ الإقليم
أنشأ إقليم سون ولوار خلال الثورة الفرنسية اعتبارا من 4 مارس 1790، تنفيذا لقانون 22 ديسمبر 1789، أنشأ من أجزاء من مناطق وبورغوندي الجنوبية، بريس السابقتين.

## جغرافية الإقليم
إقليم سون ولوار هو سابع أكبر الأقاليم في فرنسا والأكثر كثافة سكانية في منطقة بورغون، في الغرب من الإقليم تتكون تلال أتونويز، وفي الوسط يتكون سهل واسع النطاق يجتاز الإقليم من الشمال إلى الجنوب، ونهر سون هو أحد روافد نهر الرون والذي يمر في مدينة ليون، وبالتالي فهو متصل إلى البحر الأبيض المتوسط، أما نهر لوار فهو يشق طريقه في الاتجاه المعاكس ويصب في المحيط الأطلسي.

## التقسيم الإداري
يتكون إقليم سون ولوار من حمسة أقسام إدارية هي:
- أوتون.
- شالون سور ساون.
- شاروليس.
- لوهانس.
- ماكون.

كما يحتوي إقليم سون ولوار على 29 كانتون، بالإضافة لوجود 573 بلدية تتبع الإقليم.

## توأمة
لسون ولوار (إقليم فرنسي) اتفاقيات توأمة مع:
- ياماناشي (7 أبريل 2000 -)

## معرض الصور

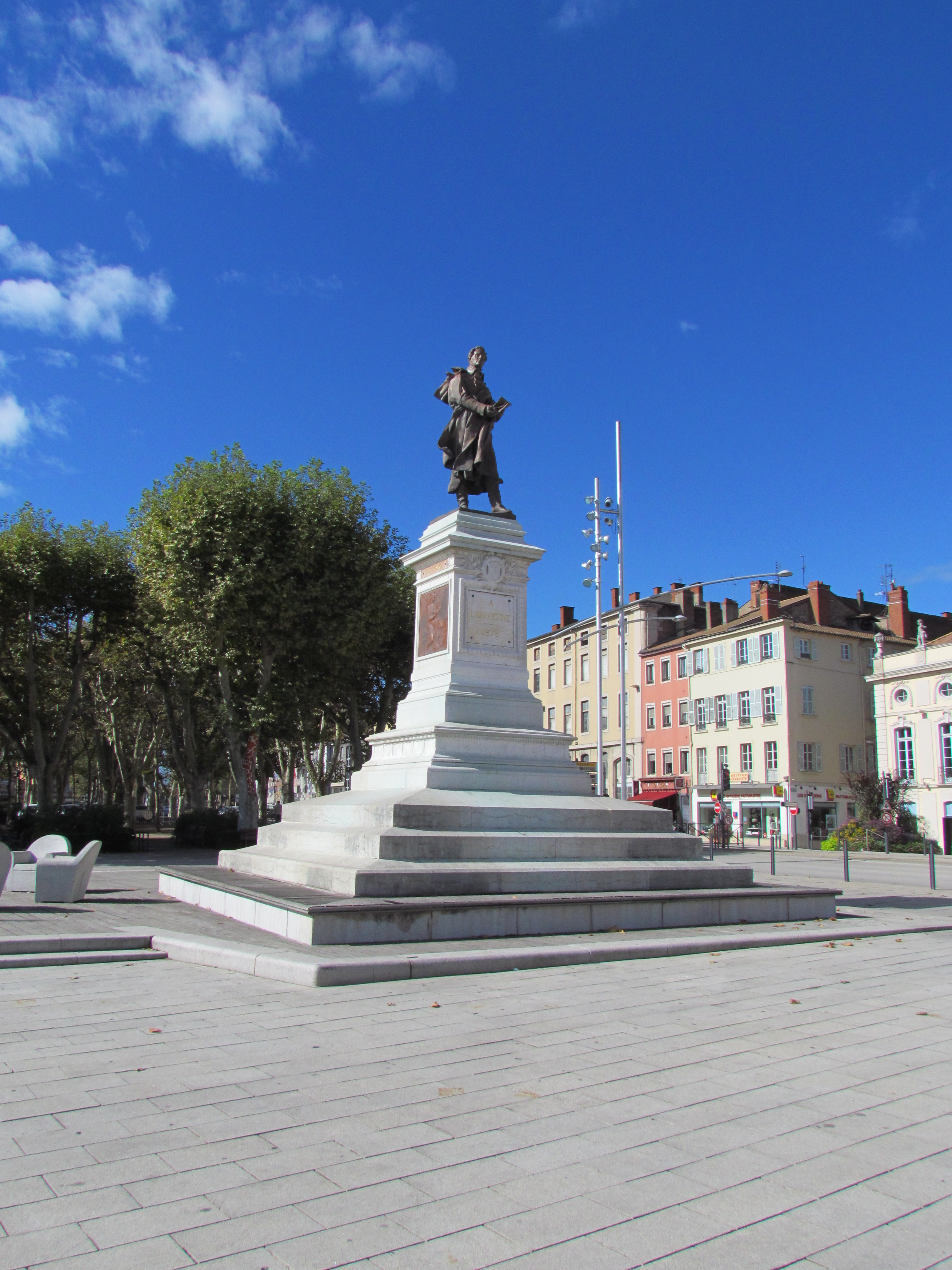
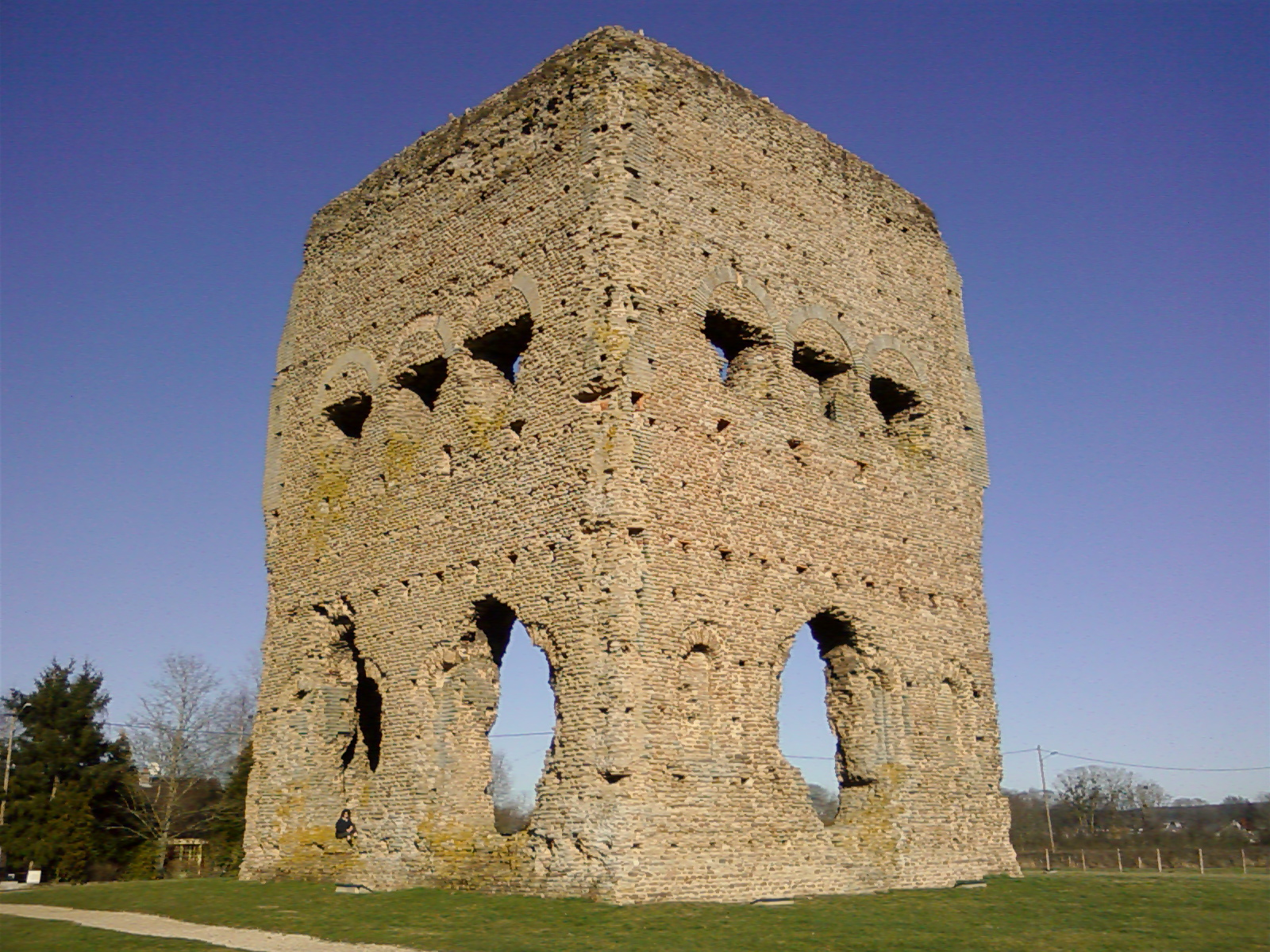
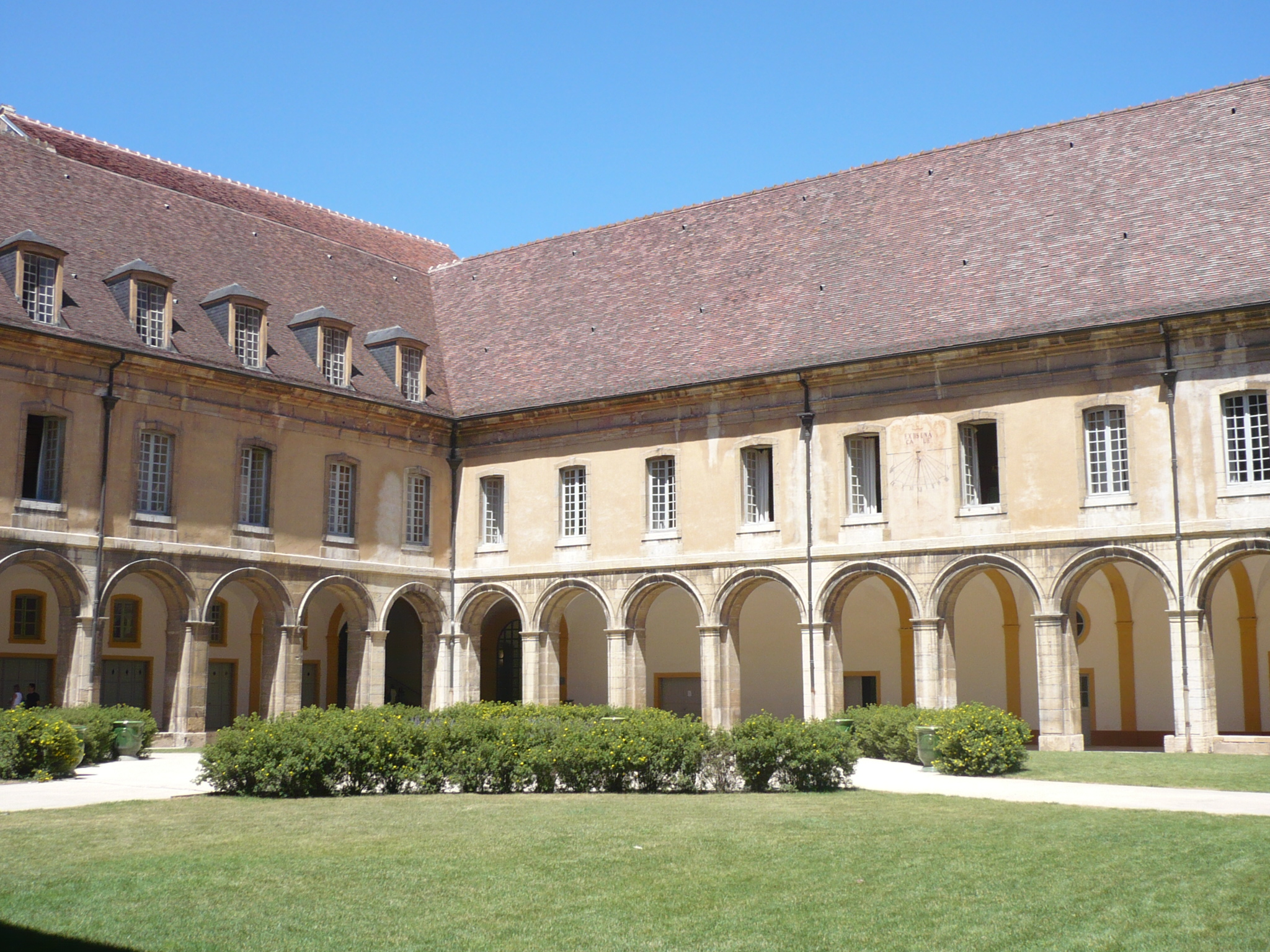
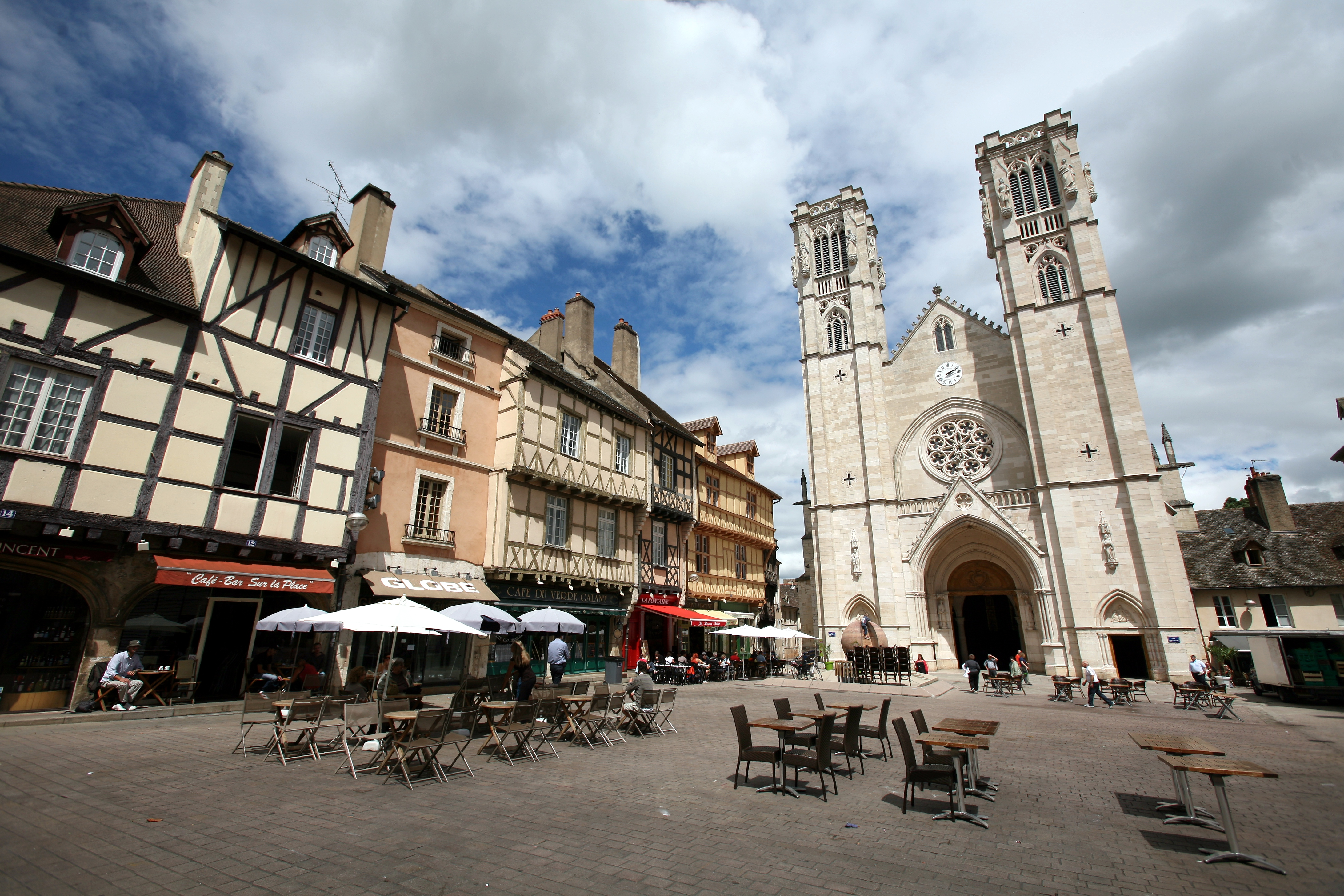
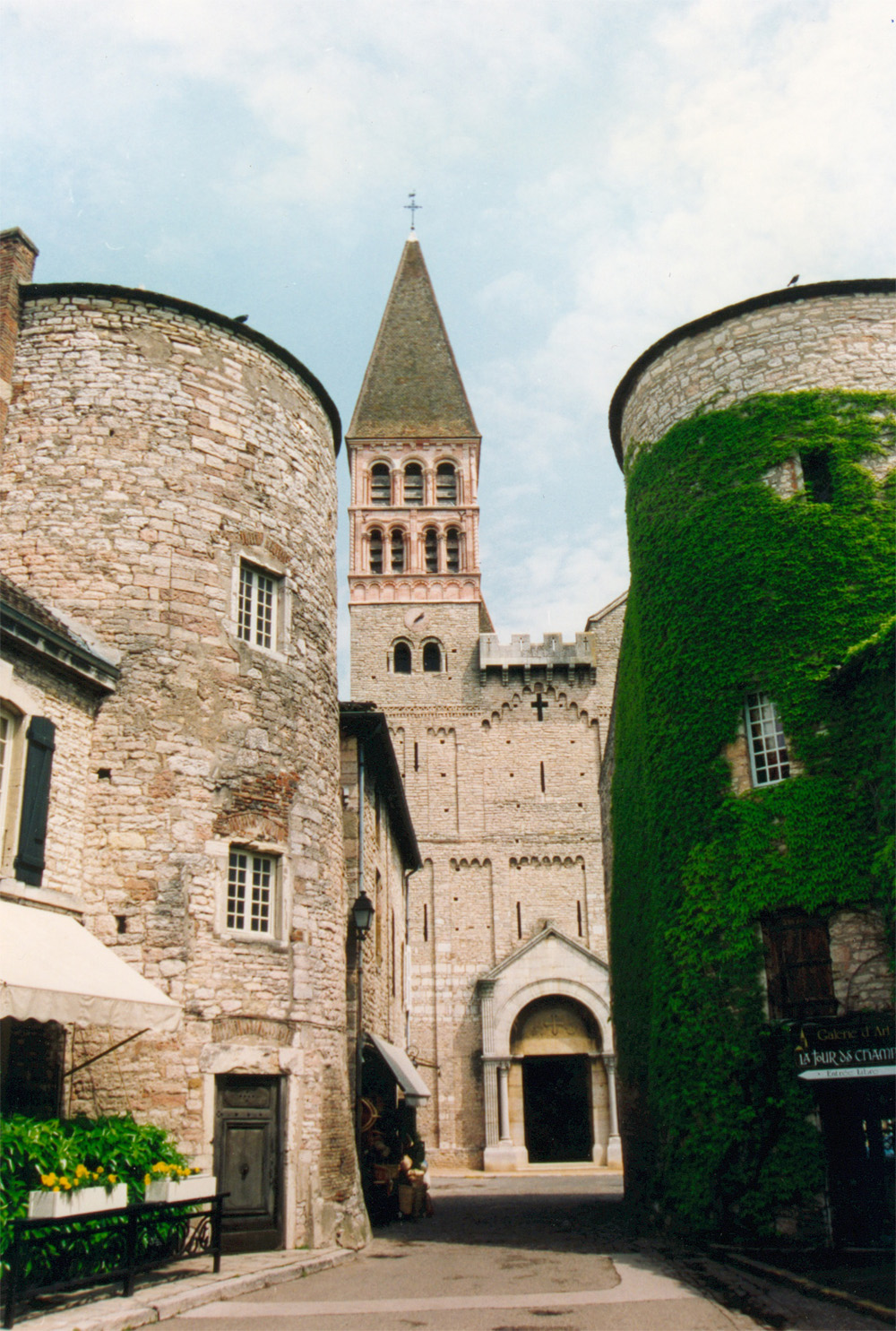
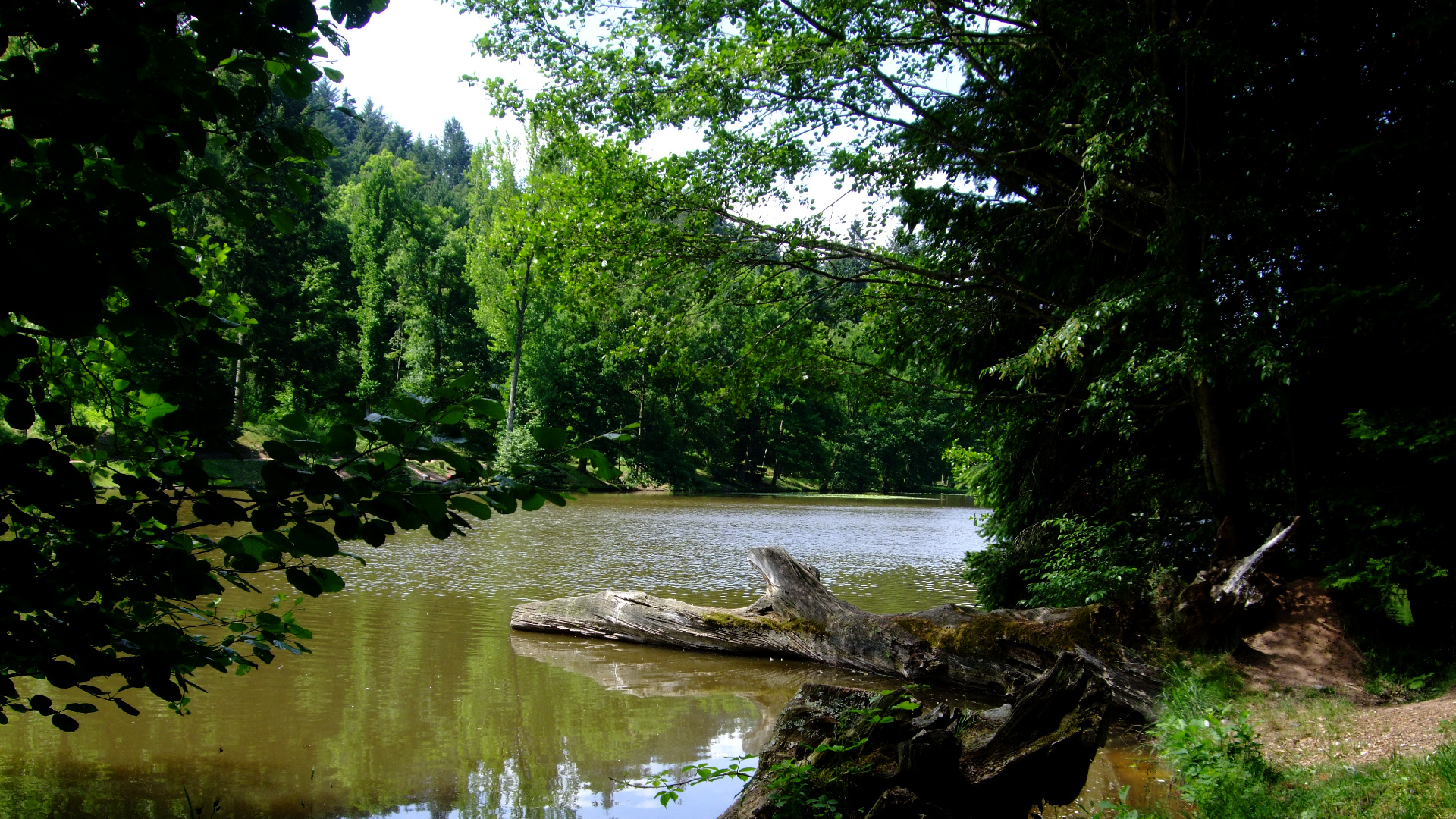

## أعلام
- مرغاريتا ألاكوك
- ميشيل لاغرانج